# Azara (Misiones)
Azara é uma cidade argentina da província de Misiones.
O município está situado no departamento Apóstoles; tem limite com os municípios de Apóstoles e Tres Capones do mesmo departamento, com o de Concepción de la Sierra do Concepción e com a cidade de Garruchos na província de Corrientes. O município também faz fronteira com a cidade brasileira de Garruchos,no estado do Rio Grande do Sul,no qual é separado pelo Rio Uruguai.
O município conta com uma população de 3.484 habitantes, segundo o Censo do ano 2001 (INDEC).